# Sainte Famille (Carracci)
Pour les articles homonymes, voir Sainte Famille.
Sainte Famille – en italien Sacra famiglia – est un tableau réalisé en 1598-1600 par le peintre italien Annibale Carracci. De format vertical, cette huile sur toile est une peinture chrétienne qui représente la Sainte Famille devant un fond noir. Sous le regard de Joseph, Marie est en adoration devant l'Enfant Jésus en train de dormir nu, et figuré en raccourci. L'œuvre est conservée à la Galerie Borghèse de Rome.